# Rue de la Gaîté (Paris)
Pour les articles homonymes, voir Rue de la Gaîté.
La rue de la Gaîté est une voie située dans le quartier du Montparnasse du 14e arrondissement de Paris.

## Situation et accès
Le quartier garde encore aujourd'hui la trace de ces lieux de plaisir et de « gaîté » avec de nombreux théâtres, des restaurants, des sexshops, le music-hall Bobino au no 20, le théâtre Montparnasse ouvert en 1818 par les frères Seveste et la Comédie-Italienne. Animée de jour et de nuit, toute l'année, la rue de la Gaîté continue de porter dignement son nom et reste dévolue aux plaisirs parisiens.
La rue de la Gaîté est accessible par les lignes de métro 13 à la station Gaîté et 6 à la station Edgar Quinet.

## Origine du nom
Elle tire son nom du fait que cette rue était voisine de l'ancienne barrière d'octroi, autrefois bordée de divers bals, guinguettes, théâtres… et où la gaieté, la joie régnaient.

## Historique

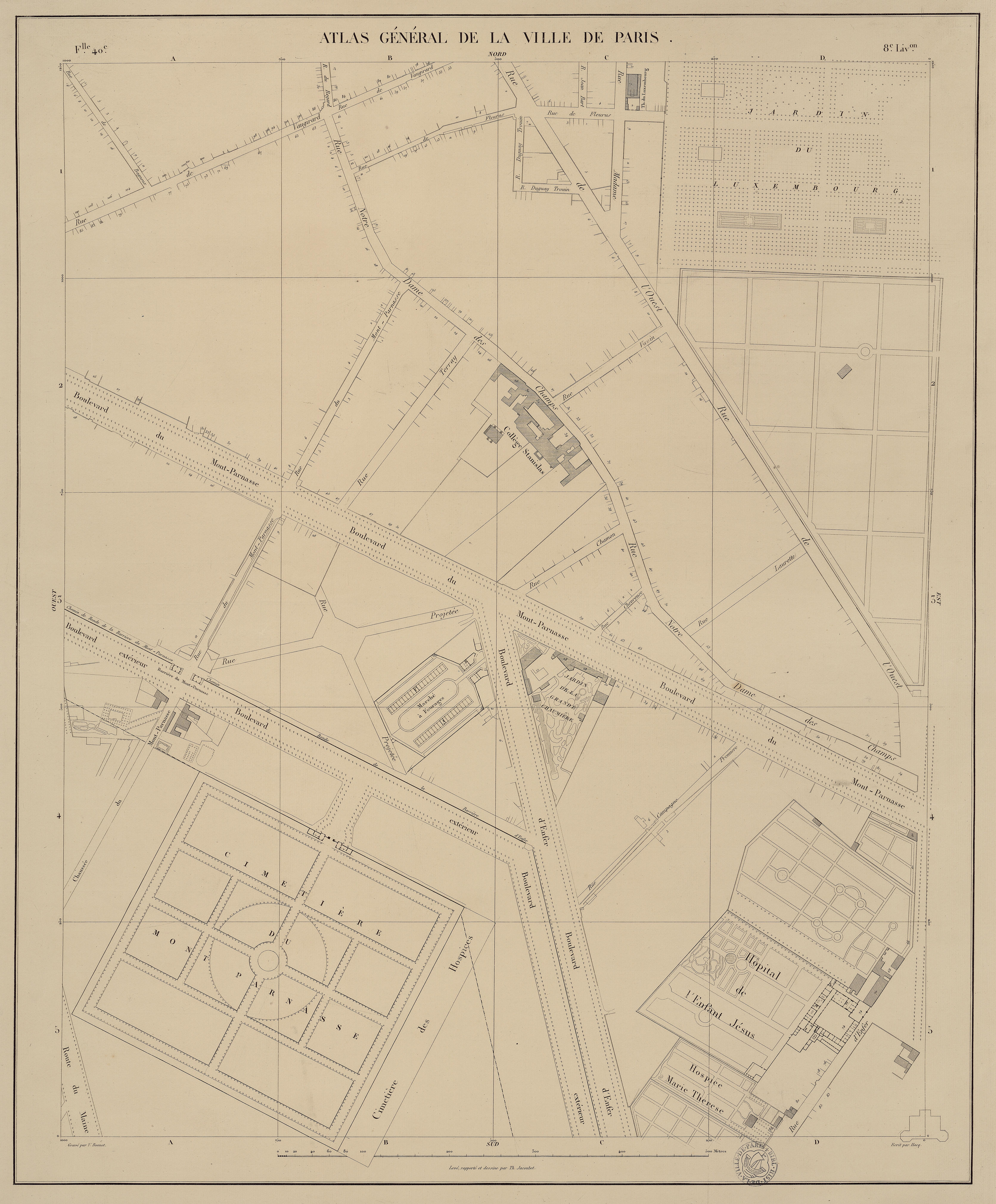
Plan de la barrière du Montparnasse et de ses environs, Atlas de Jacoubet, 1836.

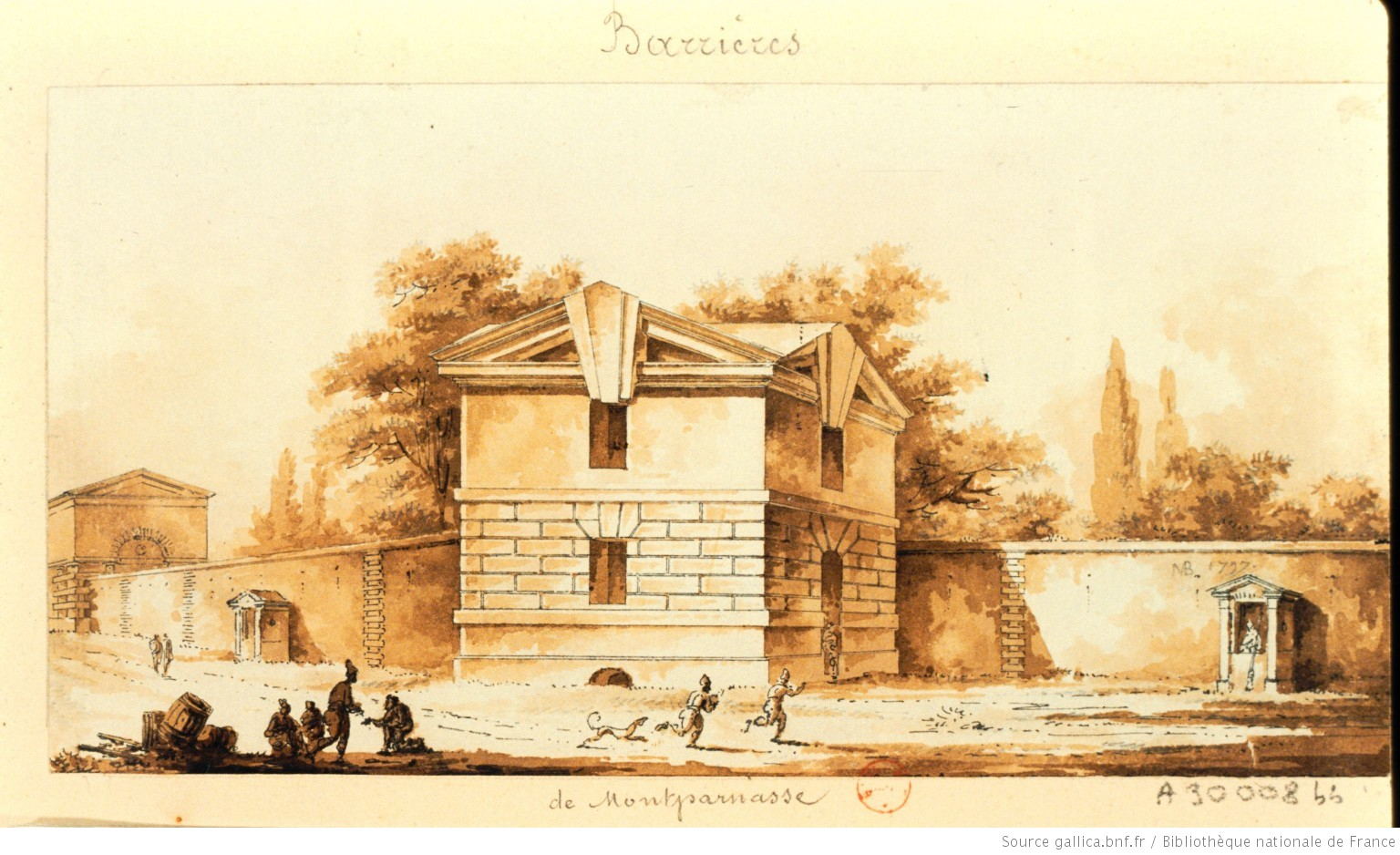
La barrière du Montparnasse.

L'actuelle rue de la Gaîté est une ancienne voie du Petit-Montrouge sur le territoire de la commune de Montrouge, connue à l'état de chemin de terre de « banlieue » dès 1730. Elle a perdu une section qui la prolongeait au-delà de l'actuelle avenue du Maine dans l'ancienne commune de Vaugirard. Les deux sections sont annexées lors de la dernière extension de Paris, effectuée en 1860 et sont désormais situées dans le 14e arrondissement. La rue est classée dans la voirie parisienne depuis 1863. La partie qui en subsiste appartient au quartier du Montparnasse.
Sur le cadastre de la commune de Montrouge dressé en 1804, l'actuelle rue de la Gaîté est une partie du chemin vicinal qui mène de Clamart à la barrière du Montparnasse. À cette époque, ce chemin se situait à l'extérieur de l'ancienne barrière fiscale du mur des Fermiers généraux, dont subsistent des vestiges à proximité, place Denfert-Rochereau. Les débits de boisson se tenaient à l'extérieur de cette barrière pour échapper aux taxes, sur le vin notamment, qui étaient perçues par l'octroi de Paris. Elle abritait les guinguettes de Montparnasse : des bals et des restaurants dont, sous l'Empire, un plus fameux que les autres, le restaurant Richefeu, au numéro 1, sur trois étages, où les prix descendaient à mesure que l'on montait. Les clients du premier étage bénéficient de serviettes, ceux du deuxième mangent moins bien et s’essuient avec leurs doigts et ceux du troisième n’ont pas de viande mais seulement des pommes frites et du fromage .
En 1860, Émile de La Bédollière, après une description du cimetière du Montparnasse voisin déclare à propos de la rue de la Gaîté : « Que l'on fasse quelques pas en dehors du cimetière, et tout près de ces murailles nous entrons dans une sorte de pays de Cocagne : une longue rue, qui s'étend jusqu'au XVe arrondissement, s'appelle la rue de la Gaieté. Les bals, les restaurants, les cabarets foisonnent, et, le soir, la foule se presse aux portes d'un théâtre. »
Une autre partie de la rue de la Gaîté était située au sud de l'avenue du Maine, dans le prolongement d'une rue nommée rue du Théâtre. Ces deux rues sont fusionnées en 1865 sous le nom de rue Vandamme.

## Bâtiments remarquables et lieux de mémoire

### Théâtres
Les théâtres de la rue de la Gaîté sont les suivants :
- théâtre de la Gaîté-Montparnasse ;
- théâtre Montparnasse ;
- théâtre du Petit Montparnasse ;
- Bobino ;
- la Comédie italienne ;
- théâtre Rive Gauche.

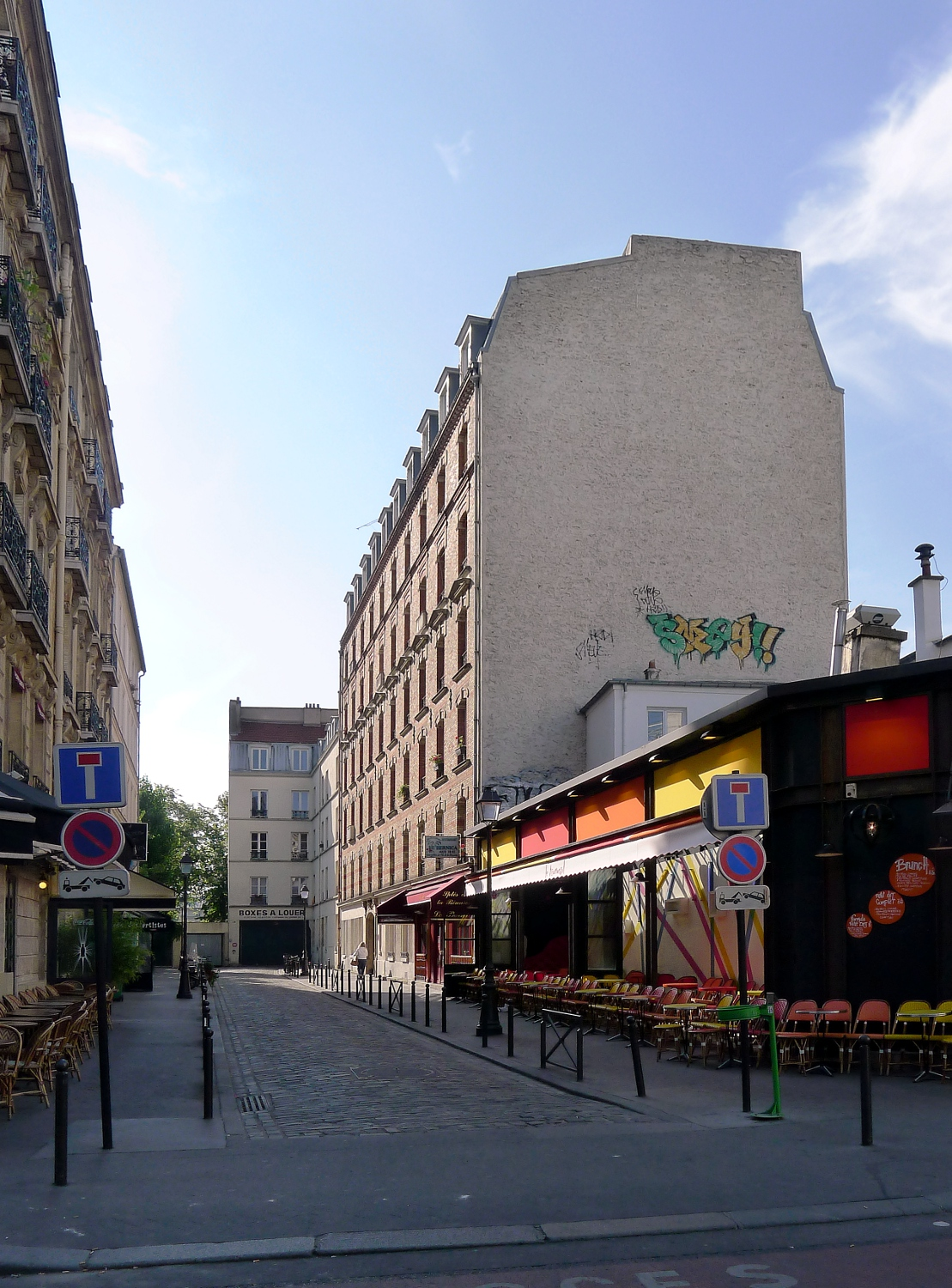
Impasse de la Gaîté.
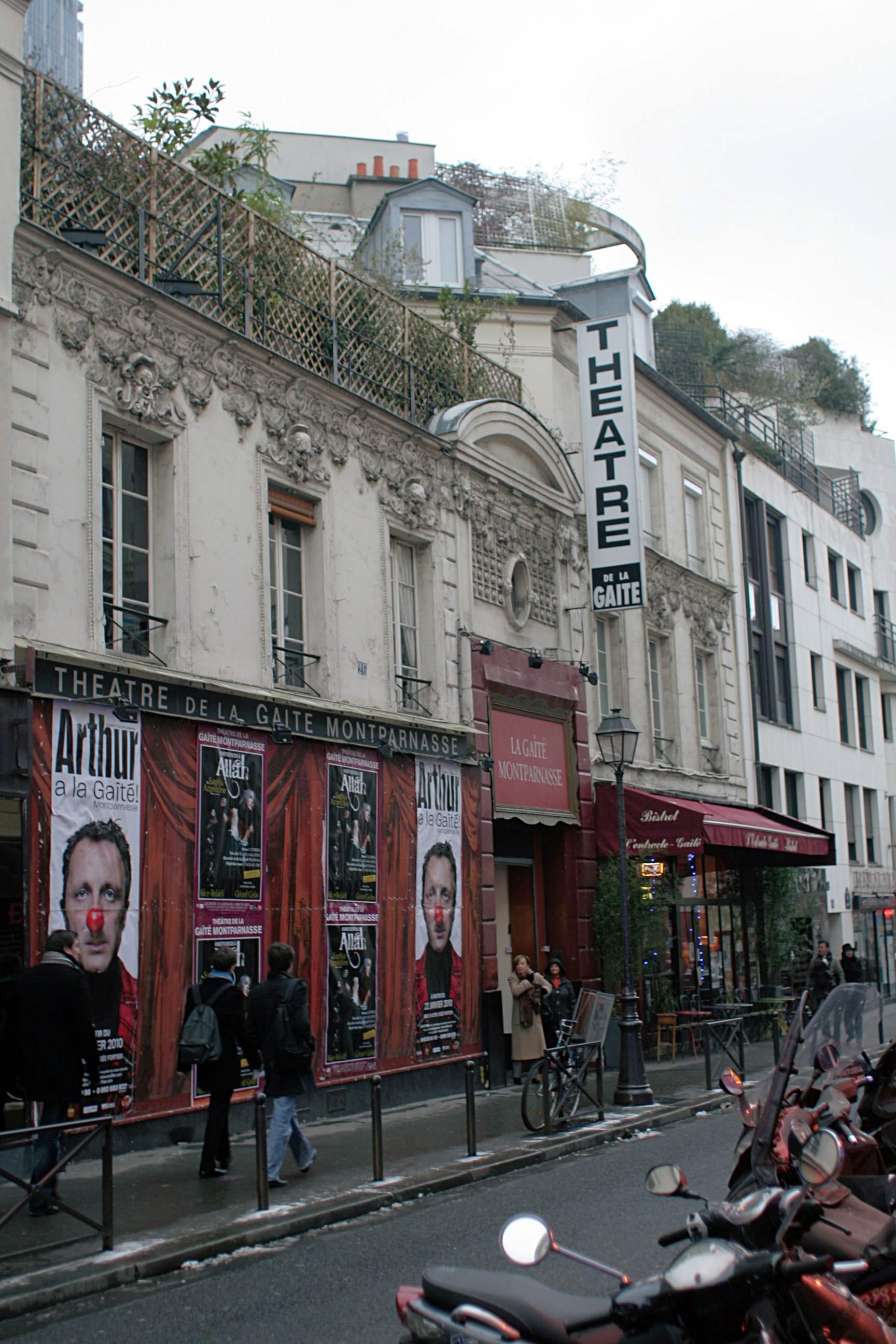
Théâtre de la Gaîté-Montparnasse.
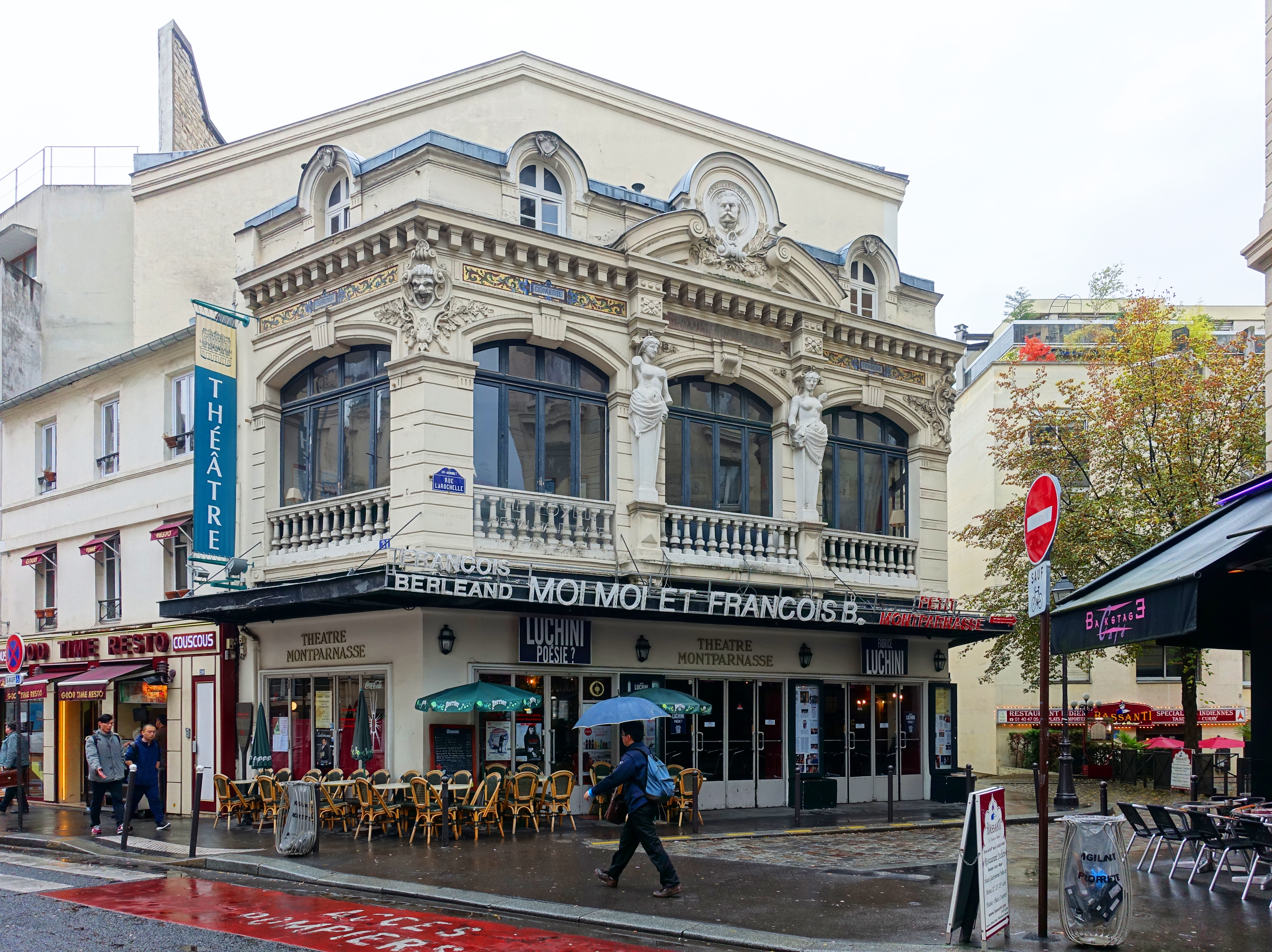
Théâtre Montparnasse.
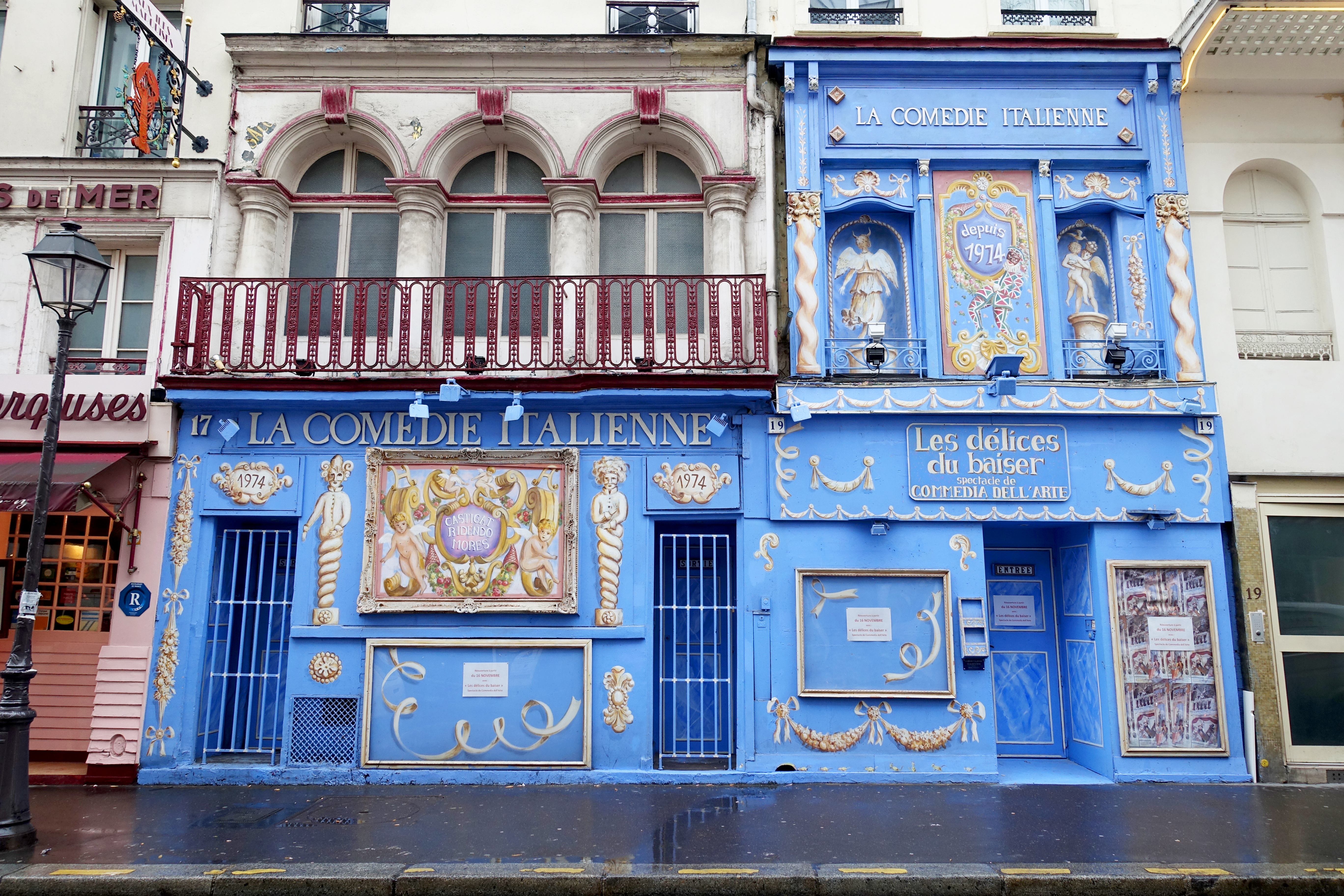
Théâtre La Comédie italienne.
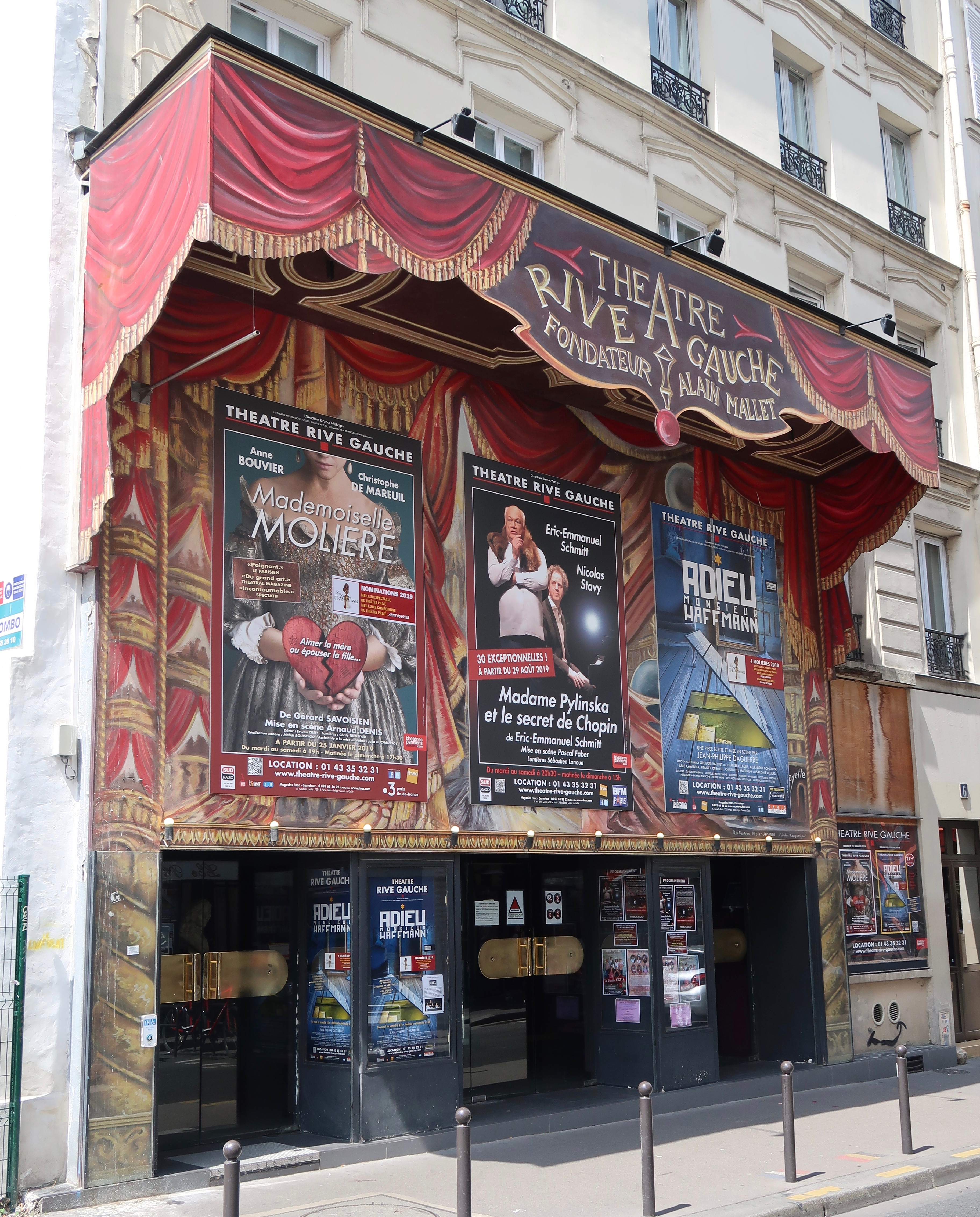
Théâtre Rive gauche (décor de façade de Pierre Clayette).

D'autres théâtres sont à l'abord immédiat de la rue de la Gaîté :
- le Guichet Montparnasse (rue du Maine) ;
- le Petit Journal Montparnasse (rue du Commandant-René-Mouchotte) ;
- le théâtre d'Edgar (boulevard Edgar-Quinet).

### Autres lieux
- No 1 : restaurant Richefeu, fondé en 1802.
- No 6 : salle Ganglof en 1890 (café concert) puis brasserie du Bock Colossal.
- No 11 bis : établissement hôtelier de style Art déco[réf. nécessaire], précédemment hôtel Royal-Bretagne où Simone de Beauvoir a habité en 1936 et 1937, quand elle était enseignante au lycée Molière sur l'autre rive parisienne de la Seine[8].
- No 15 : bal des Quatre Saisons (1849).
- No 18 : bal des Gigoteurs.
- No 20 : emplacement de l'ancien « bal des Gigolettes » (1800), puis des « Escargots[9] », devenu « théâtre des Folies-Bobino » (1873-1901), puis « Bobino Music-hall » (1901-1984). Celui-ci est démoli en 1985 et remplacé par un hôtel de tourisme et une salle polyvalente (au sous-sol) dénommée « studio Bobino » (1991-2009) et dédié aux spectacles et enregistrements d'émissions télévisées. Depuis 2010, le lieu rebaptisé « Bobino » programme des one-man shows, des concerts et spectacles musicaux.

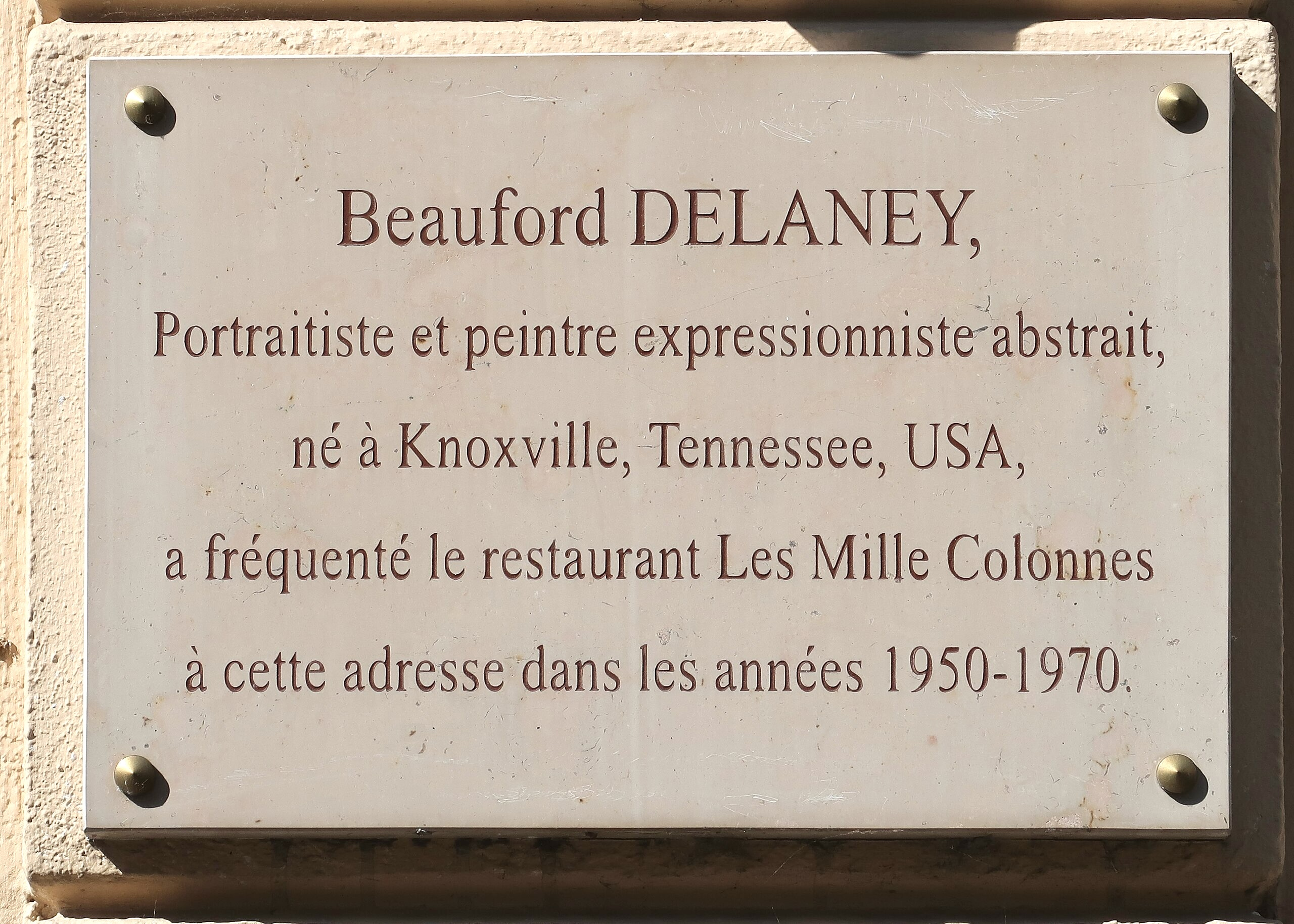
Plaque en hommage à Beauford Delaney.

- No 20 bis faisant angle avec la rue Vandamme : emplacement, à partir de 1833, du très réputé café, restaurant, bal, salle de réunion et banquets des Mille-Colonnes, qui comptera un cinéma de 1907 à fin 1930. Les Mille-Colonnes ayant disparu, un complexe de plusieurs salles de cinéma, ouvert en 1976 sur son emplacement, reprendra à ses débuts le nom des « Mille-Colonnes », puis deviendra le cinéma Cinevog-Montparnasse. Il disparaît en 1991.
Le 20 bis a aussi accueilli le studio Europa Sonor, où Claude François enregistra plusieurs titres, dont Comme d'habitude[10],[11].
Une plaque rend hommage au peintre Beauford Delaney, qui vécut à cette adresse dans les années 1950-1970.

- No 21 : café de la Belle Polonaise vers 1811.
- No 25 : emplacement de l'ancien café-bal-théâtre Apollon (ou café d'Apollon) et siège du groupe anarchiste du 14e arrondissement[12]. Jean-Louis Robert les qualifie d'« anarchistes révolutionnaires, violents, à la limite du terrorisme ». Il en dénombre une quarantaine au café Apollon en 1892[13].
- No 27 : bal du Jardin de Paris Fondé en 1840 puis pris le nom de Prado d'Été.
- No 32 : restaurant du Veau-qui-Tête.
- No 35 : emplacement de l'ancien Casino Montparnasse (1911-195?) dit aussi « théâtre du Casino Montparnasse », ancienne salle de spectacles initialement exploitée, sous la direction de G. Comte, comme salle de concerts et de cinéma[14]. C'est au Casino Montparnasse que fut créée notamment l'opérette La Belle de Cadix en 1945[15], et où se révéla Bourvil[réf. nécessaire].
- No 43 : pâtisserie du Lapin Blanc, fondée en 1807.
- No 47 : le peintre espagnol Tito Livio de Madrazo (1899-1979) y vécut.